# 아시아붓꼬리호저
아시아붓꼬리호저 또는 아시아송이꼬리호저(Atherurus macrourus)는 호저과에 설치류의 일종이다. 중국과 인도, 라오스, 말레이시아, 미얀마, 태국 그리고 베트남에서 발견된다.